# Mimastroides
Mimastroides is een geslacht van kevers uit de familie bladkevers (Chrysomelidae).
De wetenschappelijke naam van het geslacht werd in 1892 gepubliceerd door Martin Jacoby.

## Soorten
- Mimastroides jacobyi Bechyne, 1957
- Mimastroides madagascariensis Jacoby, 1892